# Сансолес
Сансолес (ісп. Sanzoles) — муніципалітет в Іспанії, у складі автономної спільноти Кастилія-і-Леон, у провінції Самора. Населення — 600 осіб (2010).
Муніципалітет розташований на відстані близько 190 км на північний захід від Мадрида, 16 км на південний схід від Самори.

## Демографія
Динаміка населення (INE ):